# 渡邉暁雄音楽基金
渡邉暁雄音楽基金（わたなべあきお おんがくききん）は、日本の指揮者であった渡邉暁雄の名を冠する音楽基金。公益信託として1992年に設定された。

## 設定目的
日本指揮界の重鎮、渡邉暁雄の日本音楽文化に残した多大な業績を積極的な形で今後に引き継ぎ、日本の音楽界の発展に寄与することを願い、1992年6月18日に設定された。この公益信託は、信託設定の趣旨に基づき、「渡邉暁雄音楽基金音楽賞・特別賞」を設置して次代の音楽界を担う優秀な指揮者、およびオーケストラ界に貢献した関係者の顕彰を行い、もって日本の音楽文化発展に寄与することを目的とする。

## 渡邉暁雄音楽基金音楽賞
基金の設定目的に基づき、「次代の音楽界を担う優秀な指揮者」に贈られる。
| 回数   | 年度     | 受賞者               |
| ------ | -------- | -------------------- |
| 第1回  | 1993年度 | 大野和士             |
| 第2回  | 1994年度 | 広上淳一             |
| 第3回  | 1995年度 | 該当者なし           |
| 第4回  | 1996年度 | 高関健               |
| 第5回  | 1997年度 | 該当者なし           |
| 第6回  | 1998年度 | 金洪才               |
| 第7回  | 1999年度 | 沼尻竜典             |
| 第8回  | 2000年度 | 大友直人             |
| 第9回  | 2001年度 | 該当者なし           |
| 第10回 | 2002年度 | 下野竜也、藤岡幸夫   |
| 第11回 | 2003年度 | 佐渡裕               |
| 第12回 | 2004年度 | 阪哲朗               |
| 第13回 | 2005年度 | 飯森範親             |
| 第14回 | 2006年度 | 該当者なし           |
| 第15回 | 2007年度 | 上岡敏之             |
| 第16回 | 2008年度 | 該当者なし           |
| 第17回 | 2009年度 | 該当者なし           |
| 第18回 | 2010年度 | 該当者なし           |
| 第19回 | 2011年度 | 該当者なし           |
| 第20回 | 2012年度 | 山田和樹             |
| 第21回 | 2013年度 | 該当者なし           |
| 第22回 | 2014年度 | 該当者なし           |
| 第23回 | 2015年度 | 川瀬賢太郎           |
| 第24回 | 2016年度 | 該当者なし           |
| 第25回 | 2017年度 | 該当者なし           |
| 第26回 | 2018年度 | 該当者なし           |
| 第27回 | 2019年度 | 該当者なし           |
| 第28回 | 2020年度 | 沖澤のどか           |
| 第29回 | 2021年度 | 鈴木優人、原田慶太楼 |
| 第30回 | 2022年度 | 太田弦               |

## 渡邉暁雄音楽基金特別賞
基金の設定目的に基づき、「オーケストラ界に貢献した関係者」に贈られる。
| 回数   | 年度     | 受賞者                                            |
| ------ | -------- | ------------------------------------------------- |
| 第1回  | 1993年度 | 延命千之助                                        |
| 第2回  | 1994年度 | 村川千秋                                          |
| 第3回  | 1995年度 | 小川昂、鈴木清三、田中諄                          |
| 第4回  | 1996年度 | 該当者なし                                        |
| 第5回  | 1997年度 | 佐治敬三                                          |
| 第6回  | 1998年度 | 石丸寛                                            |
| 第7回  | 1999年度 | 松原千代繁                                        |
| 第8回  | 2000年度 | 長岡寛、江藤俊哉                                  |
| 第9回  | 2001年度 | 該当者なし                                        |
| 第10回 | 2002年度 | 上原正二                                          |
| 第11回 | 2003年度 | 渡邊正治、山本直純                                |
| 第12回 | 2004年度 | 三善晃                                            |
| 第13回 | 2005年度 | 草刈津三                                          |
| 第14回 | 2006年度 | 大川内弘、金山茂人                                |
| 第15回 | 2007年度 | 小野寺昭爾、田副正武、日本フィル九州公演連絡会議  |
| 第16回 | 2008年度 | 岩城宏之                                          |
| 第17回 | 2009年度 | ジャン・フルネ、アフィニス文化財団                |
| 第18回 | 2010年度 | 若杉弘、日本近代音楽館                            |
| 第19回 | 2011年度 | 小澤征爾 / 特別支援：仙台フィルハーモニー管弦楽団 |
| 第20回 | 2012年度 | 中藤泰雄                                          |
| 第21回 | 2013年度 | 永田穂                                            |
| 第22回 | 2014年度 | 児玉幸治                                          |
| 第23回 | 2015年度 | ユベール・スダーン、秋山和慶                      |
| 第24回 | 2016年度 | アレクサンドル・ラザレフ、池辺晋一郎、井上道義    |
| 第25回 | 2017年度 | 外山雄三、堤剛                                    |
| 第26回 | 2018年度 | エリアフ・インバル                                |
| 第27回 | 2019年度 | 本名徹次、山田正幸                                |
| 第28回 | 2020年度 | 豊田泰久                                          |
| 第29回 | 2021年度 | 該当者なし                                        |
| 第30回 | 2022年度 | 飯守泰次郎                                        |

毎年6月に受賞者が発表されるとともに、日本フィルハーモニー交響楽団東京定期演奏会プログラム誌に受賞者、授賞理由、過去の受賞者一覧が掲載される。